# Amoniti
Amoniti jsou skupinou vyhynulých měkkýšů s vnější schránkou, představujících podtřídu Ammonoidea třídy hlavonožců (Cephalopoda). Evolučně mají blíž k recentním hlavonožcům podtřídy Coleoidea (tj. chobotnicím, sépiím a olihním), než k evolučně starší, dosud však žijící podtřídě Nautiloidea (loděnky). První amoniti jsou doloženi ze spodního devonu (zlíchovské vrstvy, přibl. před 409 mil. let) a poslední druhy zanikly při vymírání na konci křídy (přibl. před 66 miliony let). 
Amoniti slouží jako výborné vůdčí fosilie, umožňující spolehlivé geologické datování horninových vrstev podle rodů a druhů, které se v nich nacházejí. Jejich schránky z aragonitu (kosočtverečná forma uhličitanu vápenatého) mají zpravidla planispirální tvar, některé však byly šroubovitě vinuté nebo nevinuté (tzv. heteromorfy).

## Jméno
Jméno amonit inspirovala spirální podoba fosilizovaných schránek, jež do jisté míry připomíná hustě vinuté beraní rohy. Plinius starší († 79 n. l.) nazval tyto zkameněliny ammonis cornua (rohy Ammónovy), neboť tento egyptský bůh byl zpravidla zpodobován s beraními rohy. Vědecká jména rodů amonitů často končí na -ceras (κέρας je řecky roh).

## Poznávací znaky
Amonity lze rozlišovat podle přepážek (sept), které oddělují jednotlivé komůrky fragmokonu (všechny komůrky kromě poslední), podle švů na spoji přepážek a vnitřní strany schránky a podle sifonové trubice.

### Septa
Septa amonoidů jsou charakteristicky zprohýbaná a v různé míře při pohledu zpředu konvexní (vypouklá), což je odlišuje od sept nautiloidních hlavonožců, která mají jednoduchou konkávní miskovitou stavbu. Topologie přepážek, zejména při okraji, vytváří různé tvary švů.

### Tvar švů
Zatímco téměř všichni nautiloidi vykazují jednoduše zakřivené švy, amonoidní šev (tj. průsečnice septa s vnitřní stěnou schránky) je různě zprohýbaný, tvořený sedly (ohyby směrem k obývací komůrce) a laloky (ohyby směrem k počáteční komůrce). U amonoidů se rozlišují tři základní typy tvaru švů:
- Goniatitový, charakteristický pro prvohorní, vývojově nejstarší amonoidy (anarcestidy a goniatity): laloky a sedla nejsou dále děleny.

- Ceratitový, pojmenovaný podle triasového rodu Ceratites, připomínající ozubení pily, s členěnými laloky a hladkými sedly. Charakterizuje triasové amonoidy, znovu se však objevuje u křídových "pseudoceratitů".

- Amonitový (u amonitů v užším smyslu): laloky i sedla jsou složitě dále členěny. Tento typ je charakteristický pro jurské a křídové amonoidy, vyskytuje se však už od permu.[4]

### Sifo
U většiny amonoidů je sifo úzká trubice, procházející podél vnějšího (břišního) okraje schránky a spojující komůrky fragmokonu s obývací komorou. tím se liší od všech recentních a většiny fosilních nautiloidů, u nichž sifonová trubice prochází středem komůrek. Nejstarší nautiloidi ze svrchního kambria a ordoviku však měli ventrální sifony stejně jako amoniti, často však mnohem větší a vnitřně složitější.

## Velikost a tvar schránky
Až do střední jury jen málo amonitů dorůstalo větší velikosti schránky než 23 cm. Mnohem větší formy se objevují ve svrchní juře a spodní křídě, např. Titanites z portlandského souvrství tithonského stáří v jižní Anglii, často o průměru přes 50 cm, a Parapuzosia seppenradensis z německé křídy, jeden z největších známých amonitů o průměru schránky až 2 m. Největším doloženým druhem v Severní Americe je Parapuzosia bradyi křídového stáří o průměru až 1,7 m.
Většina druhů amonitů má planispirální, tj. ploše vinuté schránky. Jiné druhy však mají schránky téměř přímé (např. Baculites). Ještě jiné druhy mají schránky vinuté šroubovitě podobně jako někteří plži (např. Turrilites a Bostrychoceras). Schránky některých druhů jsou dokonce nejprve nevinuté, poté částečně vinuté a posléze v dospělosti přímé (např. Australiceras). Tyto částečně nebo zcela nevinuté tvary se začaly rozrůzňovat v období rané křídy a jsou známy jako heteromorfy.

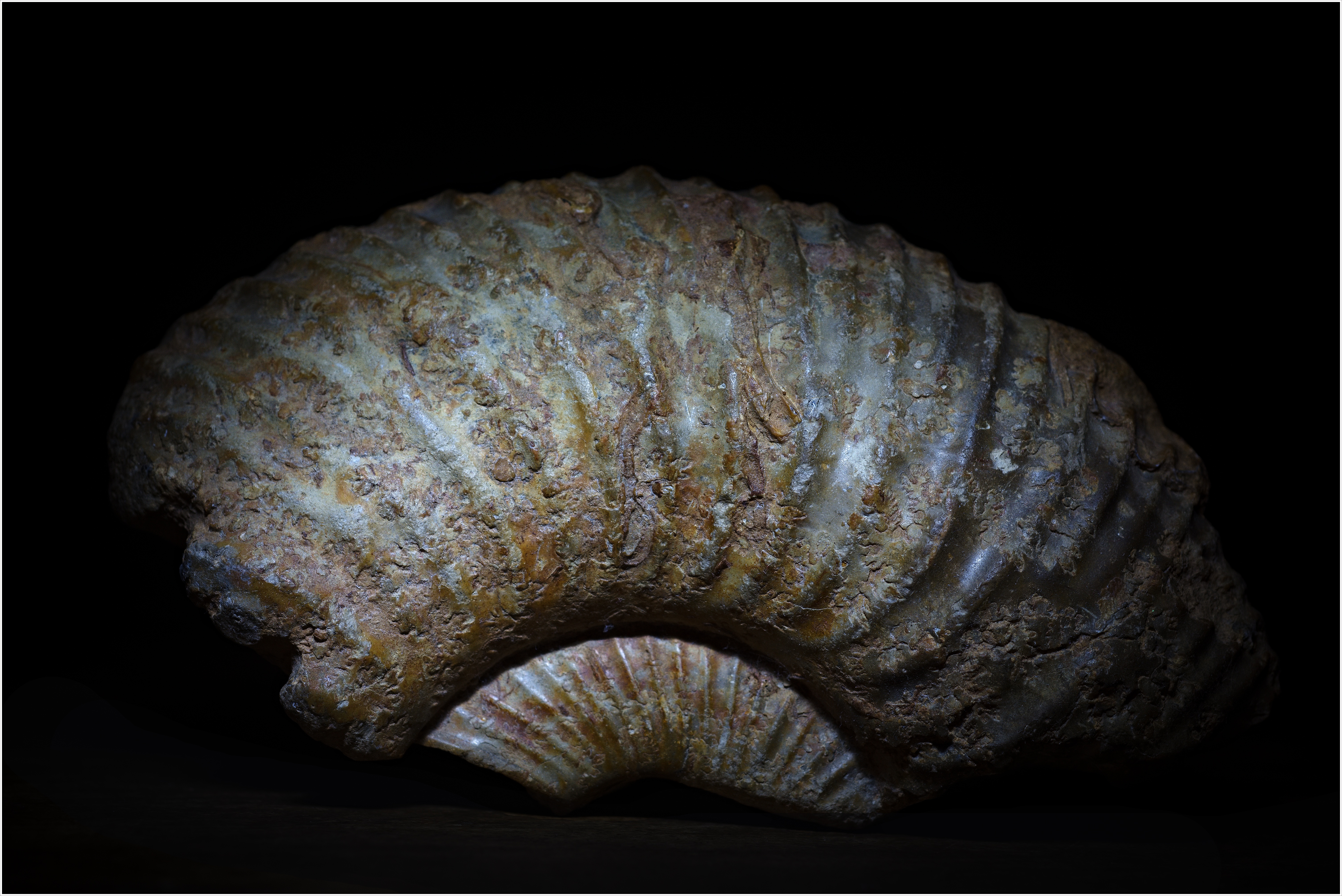
Amonit z Indie

Snad nejkrajnějším a nejbizarnějším příkladem heteromorfu je Nipponites, který se jeví jako změť nepravidelných zkrutů bez jakéhokoli zjevného symetrického vinutí. Bližší ohledání však odhalí, že schránka tvoří trojrozměrnou síť spojených tvarů písmene U. Nipponites  se nachází ve svrchní křídě Japonska a USA.
Amoniti se značně liší ornamentací (reliéfem povrchu) svých schránek. Některé jsou hladké a kromě přírůstkových čar téměř beze znaků, takže připomínají recentní loděnky. Jiné mají různé tvary spirálních hřebenů a žeber, nebo i trnů. Tento typ ornamentace schránek je zvlášť patrný u pozdějších křídových amonitů.

## Život
Mnozí amoniti zřejmě žili volně ve vodním sloupci pravěkých moří a nikoli při jejich dně, neboť jejich fosilie se často nacházejí v horninách, usazených za podmínek, v nichž se nevyskytují stopy bentického života. Mnoho druhů (např. Oxynoticeras) je považováno za dobré plavce se zploštělými kotoučovitými schránkami proudnicového tvaru; někteří amonoidi však byli méně přizpůsobeni plování a spíše se pohybovali pomalu u dna. Analýza s použitím synchrotronu odhalila v ústní dutině jednoho amonita pozůstatky larev měkkýšů a korýšů z řádu stejnonožců, což naznačuje, že přinejmenším tento druh se živil planktonem. Stejně jako recentní hlavonožci vypouštěli i amoniti možná tmavé barvivo k úniku před predátory: barvivo se ve fosiliích občas nachází.
Tělo živočicha zaujímalo největší komoru na vnějším konci spirály. Jeho ústa obklopoval věnec ramen. Již opuštěné menší komory byly odděleny přepážkami a živočich si udržoval schopnost vznášet se ve vodě tím, že je napouštěl plynem. Tyto menší články se tedy vznášely nad obytnou komorou.
Četné schránky amonitů se nacházejí proděravělé. Trojúhelníkový obrys a velikost otvorů, jakož i jejich přítomnost po obou stranách schránky naznačují, že jde o stopy zubů křídových mořských plazů mosasaurů, kteří se amonity živili. 

## Evoluce amonitů

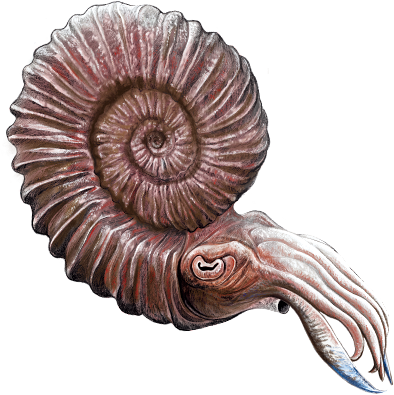
Rekonstrukce stavby těla jurského amonita Pleuroceras

Amoniti se poprvé objevili v mořích spodního devonu a navzdory vnější schránce jsou blíže příbuzní recentním chobotnicím, olihním a sépiím, než rovněž dosud žijícím loděnkám. Od středního devonu byli nesmírně hojní, zejména během druhohor. Již v karbonu převládli nad nautiloidními hlavonožci. Četné rody vznikly a přežily se během několika málo milionů let. Díky rychlé evoluci a velkému rozšíření slouží amoniti geologům v biostratigrafii jako výborné vůdčí fosilie. Během téměř 400 milionů let trvající existence prodělali několik větších vymírání (např. na konci permu), kdy často přežilo jen několik druhů. Pokaždé se však znovu diverzifikovali do mnoha podob. Fosilií amonitů ubývá ve svrchní křídě a v třetihorách se již nevyskytují.

## Zánik
Zánik amonitů a mnoha dalších mořských živočichů, jakož i dinosaurů kromě ptáků, je spojován s vymíráním na konci křídy zhruba před 66 miliony let, kterým skončily druhohory. Kolem osmi druhů z pouhých dvou čeledí přežilo téměř do konce křídy po víceméně setrvalém úbytku druhů v celém řádu během druhé poloviny periody. Šest dalších čeledí přežilo do svrchního maastrichtu (poslední stupeň křídy), vyhynuly však dlouho před jeho koncem. Celkem do maastrichtu vstoupilo 11 čeledí z 19, známých z cenomanu v polovině křídy.  
Jako možná příčina jejich vyhynutí se uvádí, že křídoví amoniti jako blízcí příbuzní dvoužábrých hlavonožců (Coleoidea: chobotnice, oliheň, sépie) měli podobnou reprodukční strategii kladení obrovského počtu vajíček v jediné dávce na konci životního cyklu. Ta, spolu s juvenilními amonity, byla zřejmě součástí planktonu při hladině, kde je vyhubily účinky nárazu. Naproti tomu čtyřžábří hlavonožci (recentní loděnka) měli zřejmě reprodukční strategii kladení vajíček v menších dávkách mnohokrát během životního cyklu na mořské dno, daleko od přímých účinků např. pádu bolidu, díky čemuž přežili.
Amoniti tedy zřejmě vymřeli spolu s dinosaury na samém konci druhohor, některé nálezy však naznačují, že mohli přežít ještě do starších třetihor (tzv. Dead Clade Walking). Byly publikovány spolehlivé zprávy o fosiliích amonitů z raného paleocénu (stupeň dan). Hlavním nálezem tohoto stáří je heteromorfní jedinec z čeledi Scaphitidae z Turkmenistánu.[ujasnit] Poslední známé fosilie amonitů mají stáří přibližně 65,5 milionu let, jsou tedy zhruba o 500 000 let mladší než poslední fosilie (neptačích) dinosaurů. Byly objeveny na území Dánska, Holandska, USA a Tádžikistánu.

## Fosilie v kultuře

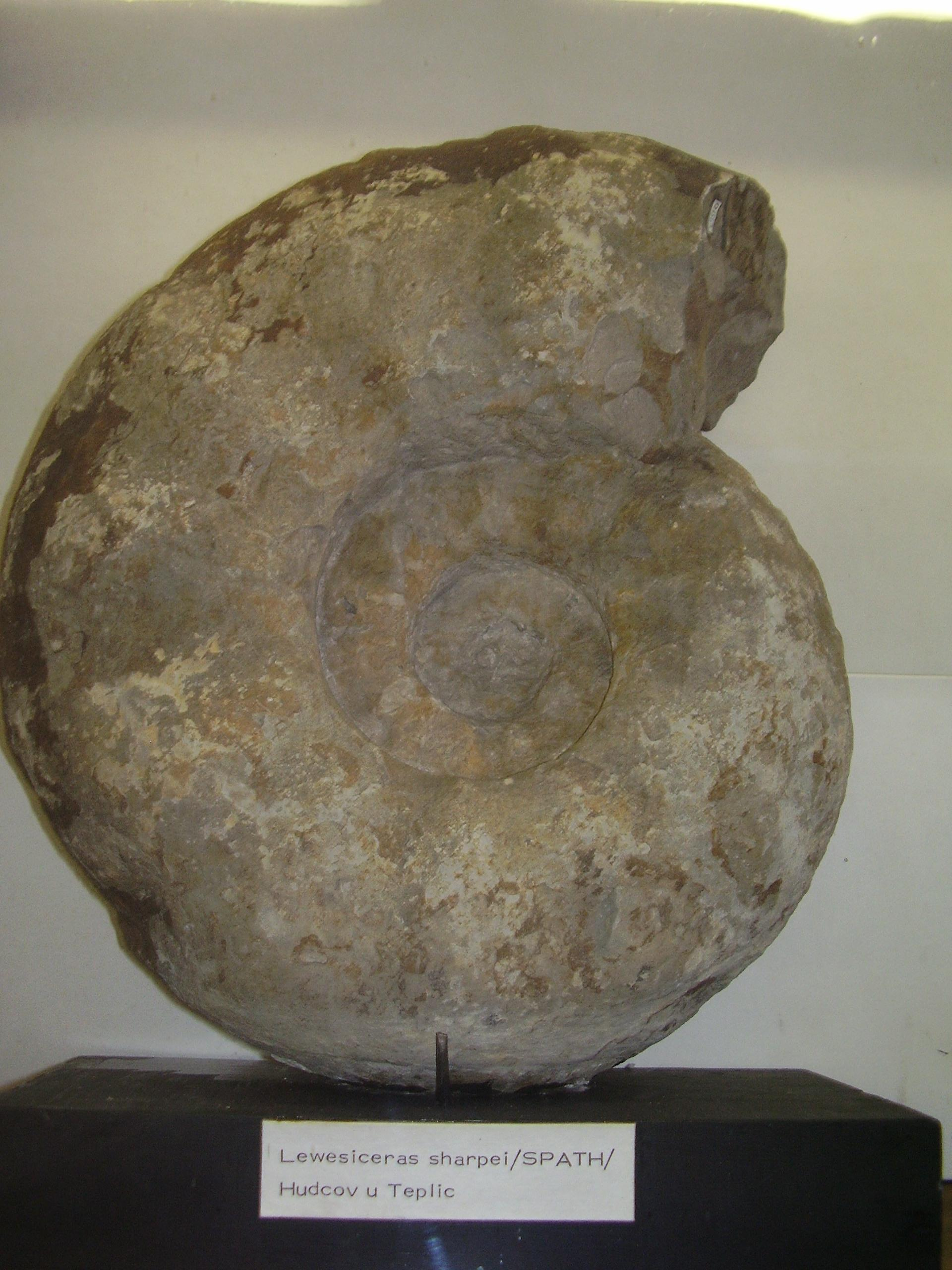
Amonit rodu Lewesiceras, objevený na území České republiky. Národní muzeum, 2007.

Fosilie amonitů znali již starověcí učenci nejpozději v 1. století n. l. Sehrály také jistou úlohu v mytologii a folklóru: ve středověké Evropě byly považovány za zkamenělé svinuté hady a proto byly označovány jako hadí kameny. Byly považovány za doklady skutků světců, např. sv. Hildy z Whitby a sv. Patrika, a údajně měly léčivou moc nebo sloužily jako orákula. Také prý pomáhaly odvracet od stavení blesky a chránily před uhranutím. Obchodníci někdy na vnějším konci fosilií vyřezávali hadí hlavu a prodávali je jako zkamenělé hady. Jindy na ně hadí hlavu prostě namalovali. Amonity od řeky Gandaku v Nepálu považují hinduisté za netělesná zjevení boha Višnu. 
Jejich zkameněliny zdobí četné sbírky po celém světě. Mohou být preparované pro zvýraznění vnějšího tvaru schránky, vybroušené pro odhalení vnitřní struktury, nejčastěji však bývají rozříznuté vpůli a na řezu vyleštěné. Jsou také hojným obchodním artiklem. K největším nalezištím patří Maroko nebo Madagaskar, poměrně běžné jsou však také v České republice.
Kuriózní je nález malého, asi centimetrového jedince rodu Puzosia ze střední křídy, uzavřeného v jantaru po vyplavení na souš.